# Duncanville
Duncanville is een plaats (city) in de Amerikaanse staat Texas, en valt bestuurlijk gezien onder Dallas County.

## Demografie
Bij de volkstelling in 2000 werd het aantal inwoners vastgesteld op 36.081.
In 2006 is het aantal inwoners door het United States Census Bureau geschat op 35.583, een daling van 498 (-1,4%).

## Geografie
Volgens het United States Census Bureau beslaat de plaats een oppervlakte van
29,2 km², geheel bestaande uit land. Duncanville ligt op ongeveer 213 m boven zeeniveau.

## Plaatsen in de nabije omgeving
De onderstaande figuur toont nabijgelegen plaatsen in een straal van 16 km rond Duncanville.